# 봉의중학교
봉의중학교(鳳儀中學校)는 대한민국 강원특별자치도 춘천시 후평동에 위치한 공립 중학교이다.

## 학교 연혁
- 1971년 12월 27일 : 봉의여자중학교 설립인가(9학급)
- 1972년 3월 3일 : 개교 및 입학식(3학급)
- 1975년 2월 20일 : 제1회 졸업식(195명)
- 2014년 3월 1일 : 봉의중학교로 교명 변경
- 2023년 3월 1일 : 제17대 백선옥 교장 취임
- 2025년 1월 3일 : 제51회 졸업식(165명, 총 19,110명)
- 2025년 3월 4일 : 입학식(남 113명, 여 70명 총 183명)

## 참고 자료
- 봉의중학교 - 한국교육학술정보원 학교알리미